# Маунтин Хоум (Северна Каролина)
Маунтин Хоум (енгл. Mountain Home) насељено је место без административног статуса у америчкој савезној држави Северна Каролина.

## Демографија
По попису из 2010. године број становника је 3.622, што је 1.453 (67,0%) становника више него 2000. године.
| Група             | 2000.         | 2010.         |
| Белци             | 2.018 (93,0%) | 3.047 (84,1%) |
| Афроамериканци    | 25 (1,2%)     | 112 (3,1%)    |
| Азијати           | 18 (0,8%)     | 52 (1,4%)     |
| Хиспаноамериканци | 69 (3,2%)     | 310 (8,6%)    |
| Укупно            | 2.169         | 3.622         |